# Jairzinho Rozenstruik
Jairzinho Rozenstruik (Paramaribo, 17 marzo 1988) è un lottatore di arti marziali miste e kickboxer surinamese.
Combatte nella divisione dei pesi massimi per la promozione statunitense UFC. Attualmente detiene il secondo KO più veloce della divisione ottenuto nella vittoria contro Allen Crowder ad UFC Fight Night: Moicano vs. Korean Zombie.

## Carriera nelle arti marziali miste
Debutta nelle arti marziali miste nel maggio 2012 a DRAKA MMA: Governor's Cup 7 a Vladivostok, in Russia.

### Ultimate Fighting Championship
Nel febbraio del 2019 debutta in UFC contro Júnior Albini a UFC Fight Night: Assunção vs. Moraes 2, battendolo per KO tecnico al secondo round. 
Verso fine marzo 2020 avrebbe dovuto affrontare Francis Ngannou, ma a causa della pandemia di coronavirus, l'incontro è stato spostato, e successivamente svolto in data 9 maggio, con una sconfitta per Jairzinho dopo soli venti secondi di incontro.

## Risultati nelle arti marziali miste
| Risultato | Record | Avversario        | Metodo                                 | Evento                                           | Data              | Round | Tempo | Città                     | Note                     |
| --------- | ------ | ----------------- | -------------------------------------- | ------------------------------------------------ | ----------------- | ----- | ----- | ------------------------- | ------------------------ |
| Vittoria  | 14-5   | Shamil Gaziev     | KO tecnico (ritiro)                    | UFC Fight Night: Rozenstruik vs. Gaziev          | 2 marzo 2024      | 4     | 5:00  | Las Vegas, Stati Uniti    |                          |
| Sconfitta | 13-5   | Jailton Almeida   | Sottomissione (rear-naked choke)       | UFC on ABC: Rozenstruik vs. Almeida              | 13 maggio 2023    | 1     | 3:43  | Charlotte, Stati Uniti    |                          |
| Vittoria  | 13-4   | Chris Daukaus     | KO (pugno)                             | UFC 282                                          | 10 dicembre 2022  | 1     | 0:23  | Las Vegas, Stati Uniti    | Performance of the Night |
| Sconfitta | 12-4   | Aleksandr Volkov  | KO Tecnico (pugni)                     | UFC Fight Night: Volkov vs. Rozenstruik          | 4 giugno 2022     | 1     | 2:12  | Las Vegas, Stati Uniti    |                          |
| Sconfitta | 12–3   | Curtis Blaydes    | Decisione (unanime)                    | UFC 266                                          | 25 settembre 2021 | 3     | 5:00  | Las Vegas, Stati Uniti    |                          |
| Vittoria  | 12-2   | Augusto Sakai     | KO tecnico (pugni)                     | UFC Fight Night: Rozenstruik vs. Sakai           | 5 giugno 2021     | 1     | 4:59  | Las Vegas, Stati Uniti    | Performance of the Night |
| Sconfitta | 11-2   | Cyril Gane        | Decisione (unanime)                    | UFC Fight Night: Rozenstruik vs. Gane            | 27 febbraio 2021  | 5     | 5:00  | Las Vegas, Stati Uniti    |                          |
| Vittoria  | 11-1   | Junior dos Santos | KO tecnico (pugni)                     | UFC 252: Miocic vs. Cormier 3                    | 15 agosto 2020    | 2     | 3:47  | Las Vegas, Stati Uniti    |                          |
| Sconfitta | 10-1   | Francis Ngannou   | KO (pugni)                             | UFC 249: Ferguson vs. Gaethje                    | 9 maggio 2020     | 1     | 0:20  | Jacksonville, Stati Uniti |                          |
| Vittoria  | 10-0   | Alistair Overeem  | KO (pugno)                             | UFC on ESPN: Overeem vs. Rozenstruik             | 7 dicembre 2019   | 5     | 4:56  | Washington, Stati Uniti   |                          |
| Vittoria  | 9-0    | Andrei Arlovski   | KO (pugno)                             | UFC 244: Masvidal vs. Diaz                       | 2 novembre 2019   | 1     | 0:29  | New York, Stati Uniti     |                          |
| Vittoria  | 8-0    | Allen Crowder     | KO (pugno)                             | UFC Fight Night: Moicano vs. Korean Zombie       | 22 giugno 2019    | 1     | 0:09  | Greenville, Stati Uniti   | Performance of the Night |
| Vittoria  | 7-0    | Júnior Albini     | KO tecnico (calcio alla testa e pugni) | UFC Fight Night: Assunção vs. Moraes 2           | 2 febbraio 2019   | 2     | 0:54  | Fortaleza, Brasile        |                          |
| Vittoria  | 6-0    | Robert McCarthy   | KO (pugno)                             | Team Yvel: Fearless 3                            | 27 dicembre 2018  | 1     | 0:10  | Paramaribo, Suriname      |                          |
| Vittoria  | 5-0    | Andrej Kovalëv    | Decisione (non unanime)                | Rizin 10                                         | 6 maggio 2018     | 3     | 5:00  | Fukuoka, Giappone         |                          |
| Vittoria  | 4-0    | Marvin Aboeli     | KO tecnico (pugni)                     | Fighting with the Stars: Bloed, Zweet & Tranen 3 | 22 dicembre 2017  | 1     | N/A   | Paramaribo, Suriname      |                          |
| Vittoria  | 3-0    | Engelbert Berbin  | KO (pugni)                             | AIF 1                                            | 28 aprile 2017    | 1     | N/A   | Oranjestad, Aruba         |                          |
| Vittoria  | 2-0    | Evgenij Boldyrev  | KO (pugno)                             | Draka 11                                         | 24 novembre 2012  | 1     | 2:05  | Chabarovsk, Russia        |                          |
| Vittoria  | 1-0    | Evgenij Boldyrev  | KO (pugno)                             | Draka 7                                          | 26 maggio 2012    | 1     | 2:36  | Vladivostok, Russia       |                          |